# Hippurarctia vicini
Hippurarctia vicini là một loài bướm đêm thuộc phân họ Arctiinae, họ Erebidae.